# 湄洲麟山宫
湄洲麟山宫，位于中国福建省莆田市湄洲岛下山村，明洪武七年（1374年）始建，清道光二年（1822年）重修。建筑面积523平方米，由山门、正殿、偏殿等组成。附属文物有清道光年间由福建汀漳龙道摄理台湾府事方傅燧敬书“圣绩益彰”木匾等。2009年11月16日公布为第七批福建省文物保护单位。是湄洲岛14座妈祖行宫中，唯一一座省级文物保护单位。